# Данска на Летњим олимпијским играма 1900.
Данска је учествовала на Летњим олимпијским играма одржаним 1900. године у Паризу, Француска. 
Из Данске су на овим Олимпијским играма учествовало укупно тринаест такмичара у пет спортова и имали су 30 такмичења у 12 дисциплина. Освојили су 1 златну, 2 сребрне и 3 бронзане медаље. 

## Учесници по спортовима
| Спорт               | Мушкарци | Жене | Укупно |
| ------------------- | -------- | ---- | ------ |
| Атлетика*           | 4        | 0    | 4      |
| Мачевање            | 1        | 0    | 1      |
| Надвлачење конопца* | 3        | 0    | 3      |
| Стрељаштво          | 5        | 0    | 5      |
| Пливање             | 1        | 0    | 1      |
| Укупно (5)          | 13*      | 0    | 13     |

* =  у атлетици и надвлачењу конопца наступио је исти такмичар

## Освајачи медаља
Данска је у коначном пласману освојила 10 место по броју освојених медаља са 1 златом, 2 сребра и 3 бронзе од укупно 6 медаља.

### Злато
- Ларс Јерген Мадсен - стрељаштво, војничка пушка стојећи став

Поред тога, Едгар Абје, Еуген Шмит, и Чарлс Винклер били су део Мешовитог тима (са тројицом спортиста из Шведске) који је освојио златну медаљу у надвлачењу конопца.

### Сребро
- Андерс Петер Нилсен - стрељаштво, војничка пушка клечећи став
- Андерс Петер Нилсен - стрељаштво, војничка пушка лежећи став
- Андерс Петер Нилсен - стрељаштво, војничка пушка тростав

### Бронза
- Педер Лукеберг - пливање — подводно пливање
- Ернст Шулц - атлетика — трка на 400 метара

## Резултати по дисциплинама

### Атлетика
| Дисциплина   | Место | Атлетичар             | Полуфинале            | Финале          |
| ------------ | ----- | --------------------- | --------------------- | --------------- |
| 100 метара   | —     | Јоханес Гандил        | непознато 3, 4. група | није учествовао |
| 400 метара   | 3     | Ернст Шулц            | непознато 2, 2. група | непознато       |
| 800 метара   | —     | Кристијан Кристјансен | непознато 5, 1 група  | није учествовао |
| 1.500 метара | 5     | Кристијан Кристјансен | непознато             |                 |
| Бацање кугле | 10    | Чарлс Винклер         | није било             | 10,76 м         |
| Бацање диска | 8     | Чарлс Винклер         | 32,50 м 8             | није учествовао |

### Мачевање
Данска је учествовала други пут на Олимпијским играма, али је овог пута остала без медаље.
| Дисциплина              | Место | Мачевалац             | Резултат                     | Резултат                     | Тушеви               | Тушеви               | Група                | Финале               |
| Дисциплина              | Место | Мачевалац             | Добио                        | Изгубио                      | За                   | Против               | Група                | Финале               |
| ----------------------- | ----- | --------------------- | ---------------------------- | ---------------------------- | -------------------- | -------------------- | -------------------- | -------------------- |
| флорет за професионалце | 44-50 | Jens Peter Berthelsen | Није прошао по одлуци жирија | Није прошао по одлуци жирија | Није се квалификовао | Није се квалификовао | Није се квалификовао | Није се квалификовао |

### Стрељаштво
Данска се по други пут такмичила у стрељаштву на Олимпијским играма. Поново је учествовао Јенсен, који је пре четири године био најуспешнији у дизању тегова, али је освојио и бронзану медаљу у стрељаштву пушком слободног избора. Овај пут, он је остао без медаље. У појединачно конкуренцији гађања војничком пушком стојећи став Мадсен је освојио златну медаљу, док је Ниелсен узео три сребрне медаље у појединачној конкуренцији у дисциплинама војничка пушка клечећи и лежећи став, као и у троставу. Данска није узела медаљу у екипној конкуренцији јер је била четврта - само 13 кругова слабија од трећепласиране Француске.
| Дисциплина                   | Место | Стрелац | Резултат |
| ---------------------------- | ----- | --- | -------- |
| ВК пушка стојећи став        | 1     | Ларс Јерген Мадсен | 305      |
| ВК пушка стојећи став        | 11    | Виго Јенсен | 277      |
| ВК пушка стојећи став        | 11    | Андерс Петер Нилсен                                                                                                   | 277      |
| ВК пушка стојећи став        | 22    | Аксел Кристен | 261      |
| ВК пушка стојећи став        | 28    | Лауридс Јенсен-Кјер                                                                                                   | 238      |
| ВК пушка клечећи             | 2     | Андерс Петер Нилсен                                                                                                   | 314      |
| ВК пушка клечећи             | 8     | Ларс Јерген Мадсен | 299      |
| ВК пушка клечећи             | 13    | Виго Јенсен | 290      |
| ВК пушка клечећи             | 22    | Лауридс Јенсен-Кјер                                                                                                   | 271      |
| ВК пушка клечећи             | 26    | Аксел Кристенсен | 260      |
| БК пушка лежећи став         | 2     | Андерс Петер Нилсен                                                                                                   | 330      |
| БК пушка лежећи став         | 10    | Виго Јенсен | 308      |
| БК пушка лежећи став         | 16    | Ларс Јерген Мадсен | 301      |
| БК пушка лежећи став         | 27    | Лауридс Јенсен-Кјер                                                                                                   | 273      |
| БК пушка лежећи став         | 30    | Акслел Кистенсен | 261      |
| ВК пушка тростав појединачно | 2     | Андерс Петер Нилсен                                                                                                   | 921      |
| ВК пушка тростав појединачно | 5     | Ларс Јерген Мадсен | 905      |
| ВК пушка тростав појединачно | 15    | Виго Јенсен | 875      |
| ВК пушка тростав појединачно | 28    | Лауридс Јенсен-Кјер                                                                                                   | 782      |
| ВК пушка тростав појединачно | 28    | Акслел Кистенсен | 782      |
| ВК пушка тростав екипно      | 4     | Андерс Петер Нилсен (921) Ларс Јерген Мадсен (905) Виго Јенсен (875) Лауридс Јенсен-Кјер (782) Аксел Кристенсен (782) | 4265     |

### Пливање
У пливању је Данска освојила бронзану медаљу.
| Дисциплина | Позиција | Пливач         | Време | Дужина | Укупно |
| ---------- | -------- | -------------- | ----- | ------ | ------ |
| Роњење     | 3        | Педер Лукеберг | 90,0  | 28,50  | 147,0  |

### Надвлачење конопца
Три данска и 3 шведска представника овојили су златну медаљу у надвлачењу конопца, али медаља није приписана ни Данској ни Шведској неги Мешовитом тиму.
| Дисциплина         | Место | Такмичар | Меч           |
| ------------------ | ----- | --- | ------------- |
| Надвлачење конопца | 1     | Едгар Абје Аугуст Нилсон (Шведска) Еуген Шмит Густаф Седерстрем (Шведска) Карл Штаф (Шведска) Чарлс Винклер | Француска 2-0 |